# 日本プロ野球公式戦開催球場一覧
日本プロ野球公式戦開催球場一覧とはこれまで日本プロ野球の公式戦が行われた野球場の一覧である。

## 年代別の開催球場一覧
- 日本プロ野球公式戦開催球場一覧 (1936年-1949年)
- 日本プロ野球公式戦開催球場一覧 (1950年-1959年)
- 日本プロ野球公式戦開催球場一覧 (1960年-1969年)
- 日本プロ野球公式戦開催球場一覧 (1970年-1979年)
- 日本プロ野球公式戦開催球場一覧 (1980年-1989年)
- 日本プロ野球公式戦開催球場一覧 (1990年-1999年)
- 日本プロ野球公式戦開催球場一覧 (2000年-2009年)
- 日本プロ野球公式戦開催球場一覧 (2010年-2019年)
- 日本プロ野球公式戦開催球場一覧 (2020年-2029年)